# Dýmka strýce Bonifáce
Dýmka strýce Bonifáce (1941) je humoristicky laděný dobrodružný román pro mládež českého spisovatele Františka Pilaře. Román vycházel nejprve na pokračování v Lidových novinách. První knižní vydání je rovněž z roku 1941 a je doprovázeno ilustracemi Kamila Lhotáka. Jedná se o autorovu nejúspěšnější knihu.

## Obsah románu
Hlavním hrdinou knihy je Frantík Pařízek, kluk z pražského Braníka, který se rozhodl při veliké potopě, zaviněné oblevou, zachránit oblíbenou dýmku svého strýce Bonifáce, který ji zapomněl ve dřevěné chatě na Zbraslavi. Strýc Bonifác totiž s touto dýmkou jako námořník procestoval celý svět. 
V noci se proto Frantík vydal na Zbraslav, dýmku se mu v chatě podařilo najít. Tu však strhl chatu divoký proud. Na střeše chaty a na její půdě strávil Frantík celý den a noc, a když se druhý den ráno probudil, zjistil, že je na moři u Hamburku. Zde byl zachráněn posádkou z lodi Svatá Lucie, která se vydala na cestu kolem světa.
Spisovatel zalidnil loď svéráznými postavičkami, jako byl mohutný a dobrácký první důstojník Florián, jehož kýchnutí připomíná tornádo, drobný kapitán a vášnivý filatelista Hurikán, ohromný, břichatý a důkladně zamaštěný kuchař Inocenc, neustále spící kormidelník Hopkins (přesto loď řídil dokonale), laskavý stařeček Joachim nebo lodní lékař Eustach, který neustále marně doufal, že se na lodi dostane k nějaké operaci. 
Mezitím se strýc Bonifác vydal Frantíka hledat na lodi Judita. Obě lodě se setkaly v mlze, a tu Frantík zjistil, že jeho strýc je na Juditě připoután ke stožáru. Aby přesvědčil kapitána Hurikána k pronásledování Judity a k osvobození svého strýce, namluvil mu, že strýc vlastní vzácnou sbírku známek. Vzápětí objevil kuchař Inocenc na strýcově dýmce podivné znaky I o G 2 r oooo s 8 p, o kterých je přesvědčen, že jsou šifrou, která udává polohu nějakého opuštěného ostrova s pokladem.  
Při další plavbě zažil Frantík bouři u Hornova mysu, vzpouru námořníků, kteří se chtěli zmocnit strýcovy dýmky a kteří se posléze připojili k pirátům z lodě Judita, a také propuknutí zlaté horečky na palubě Svaté Lucie, když zhoubná touha po moci a bohatství na chvíli zkalila vztahy mezi dřívějšími přáteli. Došlo dokonce i k nálezu pokladu, který piráti naložili na Juditu. Špatně ukotvená  loď se však utrhla a bez posádky se i s pokladem potopila. Piráti zůstali bez vody a potravin na sluncem vyprahlém atolu a když se objevila loď Bonifácova přítele kapitána Kleofáše, rádi se nechali zajmout a zavřít v jejím podpalubí.
Poklad ale nebyl nalezen díky nápisu na dýmce, protože ten byl ve skutečnosti účtem z hospody U bláhového delfína ze San Francisca (jedno očko, sklenice grogu, dva rohlíky, čtyři syrečky a osm piv), který si tam vyryl kapitán Kleofáš, aby jej číšník neokradl.    
A pak se Frantík probudil a zjistil, že se všechna to dobrodružství se mu jenom zdála. Byl z toho smutný, ale strýc Bonifác mu řekl: „Byl bych rád, chlapče, kdybys na tenhle sen nikdy nezapomněl. Je v něm tvé mládí. Jeho čistota a dychtivost. A když se ti podaří uchovat si oboje až do dob, kdy už nebudeš mladý, kdy místo snů přichází holá skutečnost, bude tvůj život jediným krásným dobrodružstvím.“